# Atletica leggera ai Giochi della XXXI Olimpiade - Staffetta 4×400 metri maschile

Video ufficiale della Finale

Ai Giochi della XXXI Olimpiade, la competizione della staffetta 4×400 metri maschile si è svolta il 19 ed il 20 agosto allo Stadio Nilton Santos di Rio de Janeiro.

## Presenze ed assenze dei campioni in carica
Per i campionati europei si considera l'edizione del 2014.
| Competizione            | Nazionale         | Tempo   | Rio 2016  |
| ----------------------- | ----------------- | ------- | --------- |
| Olimpiadi 2012          | Bahamas           | 2'56”72 | Presente  |
| Commonwealth 2014       | Inghilterra       | 3'00”46 | [ E 1 ]   |
| Europei 2014            | Gran Bretagna     | 2'58”79 | Presente  |
| Asiatici 2014           | Giappone          | 3'01”88 | Presente  |
| Panamericani 2015       | Trinidad e Tobago | 2'59”60 | Presenti  |
| Africani 2015           | Kenya             | 3'00”34 | Non qual. |
| Mondiali staffette 2015 | Stati Uniti       | 2'58”43 | Presenti  |
| Mondiali 2015           | Stati Uniti       | 2'57”82 | Presenti  |

1. ↑  Ai Giochi l'Inghilterra non gareggia come nazione a sé stante, ma sotto la bandiera della Gran Bretagna.

## La gara
Nelle due semifinali ben sei squadre scendono sotto i tre minuti. I migliori tempi sono quelli di Giamaica (2'58"29) e Stati Uniti (2'58"38) nella prima serie; Trinidad e Tobago (bronzo a Londra 2012) è squalificata per invasione di corsia. Nella seconda semifinale, vinta dal Belgio con il record nazionale (2'59"25), la Gran Bretagna viene squalificata per cambio fuori zona.
In finale conduce dopo il primo giro l'atleta del Botswana, ma gli Stati Uniti balzano in testa alla seconda tornata (Tony McQuay, parziale di 43"4) e non mollano la guida della corsa fino alla fine. Il giamaicano Javon Francis porta la Giamaica dal quarto al secondo posto con un'ultima frazione in 43"78.
Per la prima volta le prime sei squadre classificate hanno corso tutte in meno di tre minuti. I tempi dei quinti e dei sesti classificati sono i più veloci in assoluto per tali posizioni.

## Risultati

### Batterie
Qualificazione: i primi 3 di ogni batteria (Q) e i 2 successivi migliori tempi (q).

#### Batteria 1
| Posizione | Corsia | Paese             | Atleti                                                              | Tempo   | Note                                     |
| --------- | ------ | ----------------- | ------------------------------------------------------------------- | ------- | ---------------------------------------- |
| 1         | 4      | Giamaica          | Rusheen McDonald Peter Matthews Nathon Allen Javon Francis          | 2'58"29 | Q                                        |
| 2         | 5      | Stati Uniti       | Arman Hall Tony McQuay Kyle Clemons David Verburg                   | 2'58"38 | Q                                        |
| 3         | 2      | Botswana          | Isaac Makwala Karabo Sibanda Onkabetse Nkobolo Leaname Maotoanong   | 2'59"35 | Q                                        |
| 4         | 6      | Polonia           | Łukasz Krawczuk Michał Pietrzak Jakub Krzewina Rafał Omelko         | 2'59"58 | q                                        |
| 5         | 8      | Francia           | Mame-Ibra Anne Teddy Atine-Venel Mamadou Kassé Hanne Thomas Jordier | 3'00"82 | Miglior prestazione personale stagionale |
| 6         | 1      | Colombia          | Anthony Zambrano Diego Palomeque Carlos Lemos Jhon Perlaza          | 3'01"84 |                                          |
| 7         | 3      | Giappone          | Julian Walsh Tomoya Tamura Takamasa Kitagawa Nobuya Kato            | 3'02"95 |                                          |
| –         | 7      | Trinidad e Tobago | Jarrin Solomon Lalonde Gordon Deon Lendore Machel Cedenio           | dq      | R 163.3a                                 |

#### Batteria 2
| Posizione | Corsia | Paese           | Atleti                                                                    | Tempo   | Note                                     |
| --------- | ------ | --------------- | ------------------------------------------------------------------------- | ------- | ---------------------------------------- |
| 1         | 3      | Belgio          | Julien Watrin Jonathan Borlée Dylan Borlée Kévin Borlée                   | 2'59"25 | Q                                        |
| 2         | 6      | Bahamas         | Alonzo Russell Chris Brown Steven Gardiner Stephen Newbold                | 2'59"64 | Q                                        |
| 3         | 7      | Cuba            | William Collazo Adrian Chacón Osmaidel Pellicier Yoandys Lescay           | 3'00"16 | Q                                        |
| 4         | 4      | Brasile         | Pedro Luiz de Oliveira, Alexander Russo Peterson dos Santos Hugo de Sousa | 3'00"43 | q                                        |
| 5         | 5      | Rep. Dominicana | Yon Soriano Luguelín Santos Luis Charles Gustavo Cuesta                   | 3'01"76 | Miglior prestazione personale stagionale |
| 6         | 8      | Venezuela       | Arturo Ramírez Omar Longart, Alberth Bravo Freddy Mezones                 | 3'02"69 |                                          |
| –         | 1      | Gran Bretagna   | Nigel Levine Delano Williams Matthew Hudson-Smith Martyn Rooney           | dq      | R 170.19                                 |
| –         | 2      | India           | Kunhu Muhammed Muhammad Anas Ayyasamy Dharun Arokia Rajiv                 | dq      | R 170.19                                 |

### Record
Il record mondiale () e il record olimpico () sono i seguenti:
| Record          | Prestazione | Atleta                                                                    | Data                     | Competizione                |
| --------------- | ----------- | ------------------------------------------------------------------------- | ------------------------ | --------------------------- |
| Record mondiale | 2'54"29     | Stati Uniti Andrew Valmon, Quincy Watts, Butch Reynolds, Michael Johnson  | 22 agosto 1993 Stoccarda | Campionati del mondo 1993   |
| Record olimpico | 2'55"39     | Stati Uniti LaShawn Merritt, Angelo Taylor, David Neville, Jeremy Wariner | 23 agosto 2008 Pechino   | Giochi della XXIX Olimpiade |

Sabato 20 agosto, ore 22:35.
| Pos.    | Corsia | Paese       | Atleti                                                                   | Tempo   | Note                                     |
| ------- | ------ | ----------- | ------------------------------------------------------------------------ | ------- | ---------------------------------------- |
| Oro     | 5      | Stati Uniti | Arman Hall Tony McQuay Gil Roberts LaShawn Merritt                       | 2'57"30 | Miglior prestazione personale stagionale |
| Argento | 3      | Giamaica    | Peter Matthews Nathon Allen Fitzroy Dunkley Javon Francis                | 2'58"16 | Miglior prestazione personale stagionale |
| Bronzo  | 6      | Bahamas     | Alonzo Russell Michael Mathieu Steven Gardiner Chris Brown               | 2'58"49 | Miglior prestazione personale stagionale |
| 4       | 4      | Belgio      | Julien Watrin Jonathan Borlée Dylan Borlée Kévin Borlée                  | 2'58"52 | Record nazionale                         |
| 5       | 7      | Botswana    | Isaac Makwala Karabo Sibanda Onkabetse Nkobolo Leaname Maotoanong        | 2'59"06 | Record nazionale                         |
| 6       | 8      | Cuba        | William Collazo Adrian Chacón Osmaidel Pellicier Yoandys Lescay          | 2'59"53 | Miglior prestazione personale stagionale |
| 7       | 2      | Polonia     | Łukasz Krawczuk Michał Pietrzak Jakub Krzewina Rafał Omelko              | 3'00"50 |                                          |
| 8       | 1      | Brasile     | Pedro Luiz de Oliveira Alexander Russo Peterson dos Santos Hugo de Sousa | 3'03"28 |                                          |